# Henri Crémieux
Pour les articles homonymes, voir Crémieux.
Henri Crémieux, né le 19 juillet 1896 à Marseille et mort le 10 mai 1980 à Aubagne, est un acteur et scénariste français.

## Biographie
Il est le fils d'Édouard Crémieux et d'Adrienne Sarah Ester Padova, dite Édith Crémieux. Son père et sa mère étaient nés à Marseille, lui le 21 janvier 1856, elle le 30 janvier 1870.
Il a deux frères : Albert Ernest Moïse Crémieux, médecin (1895-1963), et Gustave Saul Gabriel Crémieux (1903-1925).
Il commence sa carrière de comédien à l'âge de vingt ans au théâtre de l'Odéon.
En 1928, lassé, il décide de renoncer à son métier pour élever avec sa femme, également comédienne, des poussins dans un petit village des Cévennes. Deux mois plus tard, ils ont épuisé toutes leurs économies et doivent retourner exercer leur métier.
Du fait de leur origine juive, ses parents et son frère Albert sont déportés du camp de Drancy vers Auschwitz par le convoi no 72 le 29 avril 1944. Ses parents sont assassinés à leur arrivée à Auschwitz ; en revanche son frère survit à la Shoah.
Ce Marseillais qui possédait une maison à Cassis est mort en donnant une conférence sur Frédéric Mistral à Aubagne.

## Filmographie

### Cinéma
- 1929 : Prix de beauté d'Augusto Genina
- 1931 : On opère sans douleur (court métrage) de Jean Tarride
- 1932 : Photos (court métrage) d'Abel Jacquin
- 1933 : Les Deux Monsieur de Madame d'Abel Jacquin et Georges Pallu - coscénariste avec Yvan Noé
- 1933 : Âme de clown d'Yvan Noé et Marc Didier
- 1936 : Les Amants terribles de Marc Allégret : l'avocat de Daniel
- 1936 : La Flamme d'André Berthomieu
- 1936 : Transigeons (court métrage) d'Hubert de Rouvres
- 1937 : Hercule d'Alexandre Esway : Bajoux
- 1937 : À Venise, une nuit de Christian-Jaque : le témoin
- 1937 : L'Homme du jour de Julien Duvivier : le régisseur
- 1937 : Nuits de feu de Marcel L'Herbier
- 1937 : Courrier Sud de Pierre Billon : le secrétaire
- 1937 : Un déjeuner de soleil de Marcel Cravenne
- 1937 : Les Perles de la couronne de Sacha Guitry : le commissaire-priseur
- 1938 : Gibraltar de Fédor Ozep
- 1939 : Nord-Atlantique de Maurice Cloche : Sharp, le radio
- 1939 : Ils étaient neuf célibataires de Sacha Guitry : Louis
- 1939 : Pièges de Robert Siodmak : Patron
- 1939 : Courrier d'Asie de Oscar-Paul Gilbert : Commentaire seulement
- 1940 : Narcisse d'Ayres d'Aguiar : l'inspecteur général
- 1941 : Sixième étage de Maurice Cloche : M. Maret, le propriétaire
- 1941 : Remorques de Jean Grémillon : l'administrateur
- 1945 : François Villon d'André Zwobada : Maître Piédoux
- 1945 : L'Extravagante Mission d'Henri Calef : le directeur du club phocéen
- 1946 : Amour, Délices et Orgues d'André Berthomieu : Mathieu
- 1946 : La Tentation de Barbizon de Jean Stelli : l'avocat
- 1946 : Jeux de femmes de Maurice Cloche
- 1946 : Au petit bonheur de Marcel L'Herbier : le commissaire
- 1947 : Miroir de Raymond Lamy : Saint-Eloi
- 1947 : Capitaine Blomet d'Andrée Feix : le premier témoin de Cugnac
- 1947 : Les Requins de Gibraltar d'Emile-Edwin Reinert : Evans
- 1948 : Les Casse-pieds de Jean Dréville : lui-même
- 1948 : Croisière pour l'inconnu de Pierre Montazel : le commissaire
- 1949 : La Petite Chocolatière d'André Berthomieu : Mingassol
- 1949 : Au p'tit zouave de Gilles Grangier : M. Florent
- 1949 : Tous les deux de Louis Cuny : M. Reinette
- 1949 : Le Bal des pompiers d'André Berthomieu : Fatafia
- 1949 : Le Droit de l'enfant de Jacques Daroy : Sandrin
- 1949 : Bal Cupidon de Marc-Gilbert Sauvajon : Cresat
- 1950 : L'Homme qui revient de loin de Jean Castanier : Saint-Firmin
- 1950 : Lady Paname d'Henri Jeanson : Milson
- 1950 : L'Homme de joie de Gilles Grangier
- 1950 : Orphée de Jean Cocteau : l'éditeur
- 1950 : Trois Télégrammes d'Henri Decoin : le directeur de l'école
- 1950 : Méfiez-vous des blondes d'André Hunebelle : M. Dubois
- 1951 : Garou-Garou, le passe-muraille de Jean Boyer : Gustave Lécuyer
- 1951 : Deux sous de violettes de Jean Anouilh : Bousquet
- 1951 : La Plus belle fille du monde de Christian Stengel : Balbec de la Morlière
- 1952 : Le Plaisir de Max Ophuls : Client de Maison M. Pimpesse, businessman (segment "La Maison Tellier")
- 1952 : Nous sommes tous des assassins d'André Cayatte : l'avocat de Bauchet
- 1952 : Ouvert contre X de Richard Pottier : Phalempeau
- 1952 : La Fête à Henriette de Julien Duvivier : l'un des deux scénaristes
- 1953 : Interdit de séjour de Maurice de Canonge : le juge d'instruction
- 1953 : L'Étrange Désir de monsieur Bard de Geza von Radvanyi : Ernest, l'épicier
- 1953 : La Dame aux camélias de Raymond Bernard : Chambourg
- 1954 : Le Comte de Monte-Cristo de Robert Vernay : le président du tribunal
- 1954 : Quai des blondes de Paul Cadéac
- 1954 : Les Lettres de mon moulin de Marcel Pagnol : Maître Honorat Grapazzi (segment "Prologue")
- 1955 : La Bande à papa de Guy Lefranc : le professeur
- 1955 : Le Fil à la patte de Guy Lefranc : Fontanet
- 1955 : Le Dossier noir d'André Cayatte : le procureur
- 1955 : Gas-Oil de Gilles Grangier : le premier commissaire
- 1956 : Le Sang à la tête de Gilles Grangier : Hubert Mandine
- 1956 : Honoré de Marseille de Maurice Régamey : Garrigues
- 1957 : Les Suspects de Jean Dréville : Saab Astérich
- 1957 : Donnez-moi ma chance de Léonide Moguy : M. Raymond
- 1957 : Le Chômeur de Clochemerle de Jean Boyer : Larondel
- 1957 : Le Naïf aux quarante enfants de Philippe Agostini : Professeur Larmet
- 1958 : La Loi, c'est la loi (La Legge è legge) de Christian-Jaque : Bourride
- 1958 : La Moucharde de Guy Lefranc : M. Eddy
- 1958 : Le Gorille vous salue bien de Bernard Borderie : X. A. Pallos
- 1959 : Toi, le venin de Robert Hossein : le docteur
- 1959 : 125, rue Montmartre de Gilles Grangier : le juge d'instruction
- 1960 : Le Testament d'Orphée ou ne me demandez pas pourquoi! de Jean Cocteau : le professeur
- 1960 : La Corde raide de Jean-Charles Dudrumet : le médecin
- 1961 : Le Président d'Henri Verneuil : Antoine Monteil
- 1962 : Le Septième Juré de Georges Lautner : Coroner
- 1962 : L'assassin est dans l'annuaire de Léo Joannon : le juge d'instruction
- 1962 : Cyrano et d'Artagnan de Abel Gance : Messire Jean
- 1963 : Jean-Marc ou la Vie conjugale d'André Cayatte : Rancoule
- 1963 : Le Glaive et la Balance d'André Cayatte
- 1963 : Mathias Sandorf de Georges Lampin : le président
- 1964 : Monsieur de Jean-Paul Le Chanois : le beau-père
- 1966 : Carré de dames pour un as de Jacques Poitrenaud
- 1967 : Les Demoiselles de Rochefort de Jacques Demy : Subtil Dutrouz
- 1969 : Le Temps des loups de Sergio Gobbi : le proviseur
- 1970 : Les Caprices de Marie de Philippe de Broca : le facteur
- 1970 : Ils de Jean-Daniel Simon : Herb
- 1970 : Peau d'Âne de Jacques Demy : le chef des médecins
- 1971 : Un beau monstre de Sergio Gobbi : Professeur Richet
- 1972 : Hugues Spengler ou L'adolescent prophète
- 1973 : Na ! de Jacques Martin : M. Jeandieu
- 1975 : Salut les frangines de Michel Gérard : le grand-père
- 1976 : Le Pays bleu de Jean-Charles Tacchella : Hector, le père de Mathias
- 1976 : La Flûte à six Schtroumpfs (dessin animé) de Peyo et Yvan Delporte : Homnibus (voix)
- 1978 : La Barricade du point du jour de René Richon : Bérat
- 1979 : Confidences pour confidences de Pascal Thomas : M. Roussel, le grand-père
- 1979 : Au bout du bout du banc de Peter Kassovitz : Isaac 'Roméo' Oppenheim
- 1979 : Rien ne va plus de Jean-Michel Ribes

### Télévision
- 1956 : En votre âme et conscience, épisode : L'Affaire Lesnier de Jean Prat
- 1956 : Eugénie Grandet de Maurice Cazeneuve (téléfilm) : le notaire Cruchot
- 1958 : Les Cinq Dernières Minutes, épisode D'une pierre deux coups de Claude Loursais : Maître Tyrolle, le notaire
- 1958 : La caméra explore le temps (série) : Hullin
- 1959 : Les Cinq Dernières Minutes, épisode Sans en avoir l'air de Claude Loursais : Albert Larroque
- 1959 : Les Cinq Dernières Minutes, épisode Dans le pétrin de Claude Loursais : le pharmacien Peyrolles
- 1960 : Les Cinq Dernières Minutes, épisode Le Dessus des cartes de Claude Loursais : Jacques Surgères
- 1960 : En votre âme et conscience, épisode Le Crime de Madame Achet de Michel Mitrani
- 1961 : Les Cinq Dernières Minutes, épisode Épreuves à l'appui de Claude Loursais
- 1961 : Le Procès de Sainte-Thérèse de l'enfant Jésus (téléfilm) : le promoteur
- 1961 : Un bon petit diable (téléfilm)
- 1962 : L'inspecteur Leclerc enquête, épisode Signé Santini de Marcel Bluwal : Me Vincent
- 1962 : Les Cinq Dernières Minutes, épisode L’Épingle du jeu de Claude Loursais
- 1962 : Mesdemoiselles Armande (téléfilm) : le président du tribunal
- 1962 : Oncle Vania (téléfilm) : Serebriakov
- 1962 : Le Théâtre de la jeunesse (série) : André Grinev
- 1963 : La caméra explore le temps (série) : le second président
- 1963 : Une affaire de famille (Les Cinq Dernières Minutes no 29) de Jean-Pierre Marchand
- 1965 : Destins (téléfilm) de Pierre Cardinal : M. Lagave
- 1965 : Une nuit sans lendemain (téléfilm) : le vieux monsieur
- 1966 : Le train bleu s'arrête 13 fois de Michel Drach, épisode : Toulon, Passe-passe : Leguillou
- 1967 : Vidocq de Marcel Bluwal (série) : le parrain d'Annette
- 1968 : Les Saintes chéries (série) de Jacques Becker : Henri Lagarde, le père de Pierre
- 1968 : Six chevaux bleus (série)
- 1968 : Au théâtre ce soir : La Locomotive d'André Roussin, mise en scène de l'auteur, réalisation Pierre Sabbagh, Théâtre Marigny
- 1968 : Les Cinq Dernières Minutes, épisode Traitement de choc de Claude Loursais
- 1969 : En votre âme et conscience, épisode L'Auberge de Peyrebeilles de Guy Lessertisseur : le président
- 1970 : Un mystère par jour (série télévisée) : le présentateur des épisodes
- 1970 : Au théâtre ce soir : Dix petits nègres d'Agatha Christie, mise en scène Raymond Gérôme, réalisation Pierre Sabbagh, Théâtre Marigny : Mackenzie
- 1970 : Au théâtre ce soir : Cherchez le corps, Mister Blake de Frank Launder, Sidney Gilliat, mise en scène Georges Vitaly, réalisation Pierre Sabbagh, Théâtre Marigny
- 1970 : Isabelle de Jean-Paul Roux (téléfilm) : M. Floche
- 1970 : Maurin des maures (série) : Rinal (1970)
- 1970 - 1974 : Les dossiers du professeur Morgan (série) : Professeur
- 1972 : Au théâtre ce soir : Le Gendre de Monsieur Poirier de Jules Sandeau et Émile Augier, mise en scène Robert Manuel, réalisation Pierre Sabbagh, Théâtre Marigny
- 1972 : Albert Einstein de Gérard Chouchan : le proviseur
- 1972 : L'Homme qui revient de loin de Michel Wyn (série) : La Mérinière
- 1973 : Au théâtre ce soir : La Tête des autres de Marcel Aymé, mise en scène Raymond Rouleau, réalisation Georges Folgoas, Théâtre Marigny
- 1973 : Au théâtre ce soir : Laurette ou l'Amour voleur de Marcelle Maurette et Marc-Gilbert Sauvajon, mise en scène Jacques-Henri Duval, réalisation Georges Folgoas, Théâtre Marigny
- 1974 : Drôle de graine (téléfilm) : M. du Cotteret
- 1975 : Les Renards de Philippe Joulia (téléfilm) : Courtral
- 1975 : Les Cinq Dernières Minutes, épisode La Mémoire longue de Claude Loursais
- 1976 : Erreurs judiciaires (série) : Me Lelond
- 1976 : Comme du bon pain, série télévisée de Philippe Joulia, le docteur Ancelin
- 1976 : Le Siècle des lumières (téléfilm) : Fontenelle
- 1976 : Voyez-vous ce que je vois? (téléfilm) : Gérard Paulin
- 1976 : La Vie de Marianne (série) : le curé
- 1976 : Gustalin de Guy Jorré (téléfilm) : Victor
- 1978 : Preuves à l'appui, épisode Le Tricheur à l'as de pique de Jean Laviron : le comte de Varaigne
- 1978 : Ce diable d'homme, épisode Contrebandier de la liberté de Marcel Camus : Fleury
- 1979 : Paris-Vichy d'Anne Revel
- 1979 : Le Roi qui vient du sud (série) de Marcel Camus et Heinz Schrirk : Rosny
- 1980 : Cinéma 16, épisode Le Secret de Batistin de Jean Maley : le curé
- 1980 : Messieurs les jurés, épisode L'Affaire Lezay d'Alain Franck : Étienne Lezay

### Scénariste
- 1933 : Les Deux Monsieur de Madame

## Théâtre
- 1919 : La Jeune Fille aux joues roses de François Porché, Théâtre Sarah Bernhardt
- 1925 : Le Prince charmant de Tristan Bernard, Théâtre Michel
- 1925 : Mon gosse de père de Léopold Marchand, Théâtre Michel
- 1927 : Le Sexe fort (théâtre) de Tristan Bernard, Théâtre Michel
- 1928 : J'ai tué de Léopold Marchand, mise en scène René Rocher, Théâtre Antoine
- 1928 : Une tant belle fille de Jacques Deval, Théâtre Antoine
- 1929 : Plus ça change, féerie de Rip, musique Mathé, mise en scène Georgé, Le Moulin de la Chanson
- 1931 : La Prochaine ? d'André-Paul Antoine, Théâtre Antoine
- 1932 : Le Plancher des vaches de Jean Sarment, Théâtre Antoine
- 1933 : Trois pour 100 de Roger-Ferdinand, mise en scène Gabriel Signoret, Théâtre Antoine
- 1935 : Y'avait un prisonnier de Jean Anouilh, Théâtre des Ambassadeurs
- 1937 : Rêves sans provision de Ronald Gow, mise en scène Alice Cocéa, Comédie des Champs-Élysées
- 1937 : Pacifique de Henri-René Lenormand, mise en scène Alice Cocéa, Théâtre des Ambassadeurs
- 1938 : Le Misanthrope de Molière, mise en scène Sylvain Itkine, Théâtre des Ambassadeurs
- 1946 : Le Bal des pompiers de Jean Nohain, mise en scène Pierre-Louis, Théâtre des Célestins
- 1948 : Lucienne et le boucher de Marcel Aymé, mise en scène Georges Douking, Théâtre du Vieux-Colombier
- 1950 : Victor de Henry Bernstein, mise en scène de l'auteur, Théâtre des Ambassadeurs
- 1952 : La Tête des autres de Marcel Aymé, mise en scène André Barsacq, Théâtre de l'Atelier
- 1953 : Les Pavés du ciel d'Albert Husson, mise en scène Christian-Gérard, Théâtre des Célestins
- 1954 : Les Quatre Vérités de Marcel Aymé, mise en scène André Barsacq, Théâtre de l'Atelier
- 1954 : Les Sorcières de Salem d'Arthur Miller, adaptation Marcel Aymé, mise en scène Raymond Rouleau, Théâtre Sarah Bernhardt
- 1956 : L'Or et la paille de Pierre Barillet et Jean-Pierre Grédy, mise en scène Jacques Charon, Théâtre Michel
- 1958 : La Bonne Soupe de Félicien Marceau, mise en scène André Barsacq, Théâtre du Gymnase
- 1960 : La Voleuse de Londres de Georges Neveux, mise en scène Raymond Gérôme, Théâtre du Gymnase
- 1961 : Le 10ème Homme de Paddy Chayefsky, mise en scène Raymond Gérôme, Théâtre du Gymnase
- 1962 : Zi'nico... ou les artificiers d'Eduardo De Filippo, mise en scène Michel Fagadau, Théâtre de la Gaîté-Montparnasse
- 1963 : La Dame ne brûlera pas de Christopher Fry, mise en scène Pierre Franck, Théâtre de l'Œuvre
- 1965 : Le Plus Grand des hasards d'André Gillois et Max Régnier, mise en scène Georges Douking, Théâtre de la Porte Saint Martin
- 1966 : Monsieur Dodd d'Arthur Watkyn, mise en scène Jacques-Henri Duval, Théâtre des Variétés
- 1969 : Oncle Vania d'Anton Tchekhov, mise en scène Sacha Pitoëff, Théâtre Moderne, Théâtre des Célestins
- 1967 : La Locomotive d'André Roussin, mise en scène de l'auteur, Théâtre Marigny
- 1968 : La Locomotive d'André Roussin, mise en scène de l'auteur, Théâtre des Célestins
- 1970 : Le Procès Karamazov de Diego Fabbri, mise en scène Pierre Franck, Théâtre de la Michodière, Théâtre des Célestins
- 1974 : Le Siècle des lumières de Claude Brulé, mise en scène Jean-Laurent Cochet, Théâtre du Palais Royal
- 1976 : Voyez-vous ce que je vois ? de Ray Cooney et John Chapman, mise en scène Jean Le Poulain, Théâtre de la Michodière

## Radio
- 1954 : Le Théâtre où l’on s’amuse, épisode Comment on dresse une garce d'après La Mégère apprivoisée[4]
- 1956 : Faits divers, épisode Quand sonnera minuit : Docteur Chauvin[5]
- 1957 : Les maîtres du mystère, épisode Le Meurtre de Roger Ackroyd : Hercule Poirot[6]
- 1958 : Les maîtres du mystère, épisode Poison d'avril[7]
- 1959 : Les maîtres du mystère, épisode L'Affaire Lerouge : Tabaret[8]

## Doublage
- George Relf : Tibère dans Ben Hur V.F. 1959